# Herbert Dill
Pour les articles homonymes, voir Dill.
Herbert Dill (né le 31 décembre 1908 et mort le 19 décembre 1944) est un athlète allemand, spécialiste de la marche. 
Il remporte la médaille d'argent du 50 km marche aux championnats d'Europe 1938, devancé par le Britannique Harold Whitlock.
Il se classe 16e des Jeux olympiques de 1936.